# Ејбрахам (језеро)
Ејбрахам (енгл. Abraham Lake) је вештачко језеро у западном делу канадске провинције Алберта. Настало је градњом бране Бигхорн 1972. којом је преграђена река Северни Саскачеван у горњем делу њеног тока у подгорини Стеновитих планина. 
Максимална дужина језера је 32 км, ширина до 3,3 км, а укупна површина акваторије је 53,7 км². Површина језера лежи на надморској висини од 1.340 метара. 
Иако је вештачко, ово језеро се одликује изразито плавом бојом воде карактеристичном за глацијална језера, а боја је последица хемијског састава стена у тој регији. 
Језеро је име добило по Сајласу Ејбрахаму, који је био водич многим раним истраживачима тога подручја. 